# Villa Crespi (Vigevano)
Villa Crespi è un edificio situato a Vigevano (PV), in Strada dei Ronchi, progettato dall'architetto milanese Giuseppe de Finetti (1892-1952) e costruito dall’impresa Borio Mangiarotti di Milano. La villa, costruita tra il 1938 e il 1940, si trova in una delle due riserve di Vittorio Crespi, lungo le rive del fiume Ticino. Completata nel 1942, la villa fu utilizzata come residenza di caccia. La struttura presenta un corpo centrale con pianta quasi quadrata, affiancato da due ali allungate collegate da un portico colonnato che sostiene un loggiato al piano terra.
Nel 1942, l'opera fu presentata sulla rivista "Architettura - rassegna di architettura", pubblicazione del sindacato nazionale architetti fascisti, che dedicò alla villa sia la copertina che un breve articolo corredato da numerosi riferimenti iconografici.

## Storia
Su incarico di Vittorio Crespi, l'architetto milanese Giuseppe de Finetti iniziò nel 1938 a progettare quella che è considerata la sua opera più significativa dal punto di vista professionale e culturale. Tra le sue proprietà figuravano due riserve lungo il fiume Ticino, il "Castagnolo" e i "Ronchi", quest'ultima estesa su circa 28.000 pertiche tra Vigevano e Borgo San Siro. Fu proprio in questa riserva che, tra il 1938 e il 1940, venne progettata e costruita Villa Crespi ai Ronchi.
Dall'introduzione di Milano. Costruzione di una città emerge che l'opera di Giuseppe de Finetti è stata quasi completamente ignorata dalla storiografia. La complessità di classificazione è accentuata dal fatto che, sebbene per Veronesi l'opera di de Finetti avesse anticipato il Razionalismo in Italia per la sua semplificazione formale e logica costruttiva, lo stesso de Finetti era in aperto contrasto con il Razionalismo, non riuscendo a coglierne il valore etico e artistico. Solo negli anni Sessanta, studi più recenti degli architetti Canella e Gregotti hanno affrontato in modo approfondito i temi e le personalità del periodo, presentando per la prima volta anche le opere di de Finetti. Pur riconoscendone l'autonomia e l'importanza del contributo, questi studi evidenziano anche la sua posizione "antistile".

## Descrizione
Vittorio Crespi incarica de Finetti di costruire una casa di caccia "di pietra e mattoni al buon uso lombardo", senza imporre ulteriori restrizioni formali o economiche. L'area scelta per il progetto, la riserva Ronchi, si trova nella pianura lombarda vicino a Vigevano, non lontano dal Ticino, dove fitte foreste si alternano a radure. Si accede alla riserva da nord-ovest, percorrendo una strada che, dopo aver attraversato un cancello in legno e mattoni, segue il corso del torrente Scavizzolo, passando prima per edifici rustici e poi avvicinandosi alla villa, offrendo diverse visuali parziali fino a raggiungere il fronte principale a sud-est. La villa è orientata secondo l'asse nord-ovest / sud-est delle rogge, vicina al corso d'acqua, integrandosi nella natura come se ne fosse parte integrante, simile a come alcune ville romane si adattavano alla centuriazione. Tuttavia analogamente alla villa romana e alle ville di Palladio, di Schinkel e di Loos, la villa si costruisce secondo le leggi proprie dell'architettura e quindi della ratio da cui essa discende come altro dalla natura. De Finetti utilizza assi visuali, distanze e inquadrature calibrate nella composizione architettonica per facilitare l'incontro tra natura e cultura, permettendo all'uomo di abitare seguendo i ritmi naturali.
L'equilibrio dei rapporti definisce il volume della villa, suddiviso simmetricamente in tre parti principali: il corpo centrale e le due ali, secondo un impianto di derivazione classica. De Finetti progetta la villa con “un'alta sala mediana intorno alla quale si allineano in simmetrico equilibrio tutti gli ambienti minori", ispirandosi a edifici rinascimentali con sala centrale come il palazzo d'Alfonso d'Aragona al Poggioreale di Napoli, "la Rotonda" del Palladio a Vicenza e la villa di Tolomeo Gallio a Gravedona. Tuttavia, rispetto a questi esempi, la planimetria risultante si arricchisce nella complessa articolazione degli spazi e dei percorsi, distaccandosi dallo schema iniziale statico.

### Interni
Sul prospetto sud-est, l'atrio d'ingresso dalla strada carraia è composto da due ambienti di dimensioni contenute. Il primo è circolare, con una cupola voltata in mattoni, pavimento in pietra chiara e scura, e pareti rivestite in legno, esso richiama l'atrio ovale della villa Karma di Loos. Superata una porta ripiegabile a libro, il secondo ambiente, di forma quadrata, conduce all'armeria, che insieme all'atrio dei cacciatori e alla cantina, forma le tre sale del corpo centrale.
Questa tripartizione planimetrica si ripete anche ai piani superiori, con ogni piano che si configura in modo autonomo per diverse funzioni, con altezze, partizioni e finiture differenti. Le lunghe volte ribassate in mattoni della cantina e dell'armeria indicano la loro natura di spazi sottostanti la raffinata “casa di villa".
Il piano della caccia mostra una sapiente interpretazione dell'architettura rurale, con spazi unificati da forme e materiali tradizionali: muri e volte in mattoni a vista con inserti lapidei, e pavimenti in lunghe tavole di larice.
La sala dei cacciatori è ancora oggi l'elemento di maggior pregio stilistico, rappresentando il nucleo centrale dell'intero edificio. Occupa uno spazio pressoché quadrato, delimitato da superfici in mattoni, con una struttura lignea di pilastri e travi che definisce la zona centrale. È arredata con mobili originali in rovere disegnati da de Finetti: due coppie di tavoli e panche semicircolari che si fronteggiano. Questa sala era il luogo in cui si decidevano gli itinerari e si socializzava tra i partecipanti delle battute. Le panche a coro, dette anche a refettorio, sono caratterizzate da schienali conformati per ogni posto.
Gli spazi di servizio, che hanno la stessa dignità delle altre aree, sono studiati con cura, come dimostrano lo spogliatoio dei cacciatori con appendiabiti fissi in legno e i bagni ,disposti nell’ala con il portico antistante, con raffinati nettapiedi. Una piccola stanza simmetricamente all'atrio d'ingresso è dedicata allo studiolo del capocaccia. Da questi spazi si poteva accedere all'esterno per le battute di caccia senza attraversare altre parti della casa. In una posizione marginale si trova l'ala per il personale, con atrio di servizio, mensa, cella frigorifera e cantina del cuoco. La separazione tra ambienti domestici e padronali è evidente in tutta la villa, con disimpegni e corridoi che fungono da filtro tra una zona e l'altra. Anche i percorsi verticali seguono questa regola, con due scale separate per servizio e padronali, che hanno inizio ciascuna dai rispettivi atri e proseguono sino all'ultimo piano della villa.
La scala padronale, interamente in legno, avvolge un nucleo di servizio con rampe e piani di riposo che coincidono ,a livello delle sale, con la sequenza di atri che da accesso al salone centrale. La scala di servizio, con una prima rampa a forma di S, sviluppa il dislivello in minore spazio,  si ricongiunge alla scala principale e prosegue con una seconda rampa in ferro sino al tetto, in stile “viennese”.
Al piano nobile, un percorso suddiviso tra scala e locali di piccole dimensioni, porta alla tripartizione del corpo centrale, affiancando il salone a doppia altezza alla sala da pranzo e alla sala del camino friulano. Il salone, con dimensioni di 11x8,62 metri e un'altezza di quasi 8 metri (m. 7.84), è il baricentro della casa, con una monumentale porta-finestra, su cui si imposta la cornice con mensole "a sostegno" della leggera volta di copertura, che inonda di luce lo spazio interno, creando una connessione naturale con l'esterno.
La disposizione opposta delle aperture, che illuminano il locale, crea un legame stretto tra lo spazio interno e quello esterno, facendo sembrare quest'ultimo una naturale estensione del salone. Questa sensazione è rafforzata dal meccanismo della porta-finestra a nord-ovest, che si solleva verticalmente senza ostruire il passaggio. Un asse visivo, perpendicolare a questo, collega le due stanze adiacenti al salone, mettendo in relazione visiva i finestroni dei camini attraverso ampi varchi nei muri. Questo espediente progettuale fa sì che lo spazio centrale del salone diventi il fulcro spirituale della casa e il punto di connessione con la natura, che viene filtrata e interpretata dall'architettura. La presenza di due grandi camini caratterizza le stanze adiacenti al salone centrale.
La "sala del camino friulano", il cui nome completo è “sala del camino friulano, coi libri ed il gioco”, si distingue non solo per il camino con base circolare e cappa centrale in rame, dotato di tiraggio naturale/forzato e movimento a scomparsa regolabile, ma anche per gli arredi fissi incassati nella boiserie. Questi includono una libreria sulla parete di fondo (originariamente prevista per accogliere divani), un mobile con ante a cerniere nascoste, e quattro cristalliere ai lati dell'ingresso e del finestrone, tutte con cerniere in ottone.
L'attenzione ai dettagli è evidente nel sistema di apertura dei serramenti, utilizzato in tutto l'edificio: finestre a saliscendi e persiane scorrevoli azionate da robuste maniglie circolari. Un'ampia apertura nel muro del salone, simile a quella che dà accesso alla sala del camino friulano, inquadra il camino in mattoni della sala da pranzo. Questo camino, di ispirazione wrightiana, è sormontato da un finestrone di uguali dimensioni che si affaccia sul camminamento esterno, riprendendo una soluzione già vista nella casa della Meridiana.
La sala è rivestita in legno su tre lati, mentre il muro comune con il salone è intonacato di chiaro, creando un effetto di progressivo alleggerimento accentuato da una tenda che può ulteriormente separare gli spazi, insieme a due ante scorrevoli nascoste nell'imbotte.
Va inoltre evidenziato che il sistema tecnologico degli impianti è integrato da raffinate soluzioni di dettaglio che completano il design degli interni e nascondono parti degli impianti o spazi di servizio della casa. In questo contesto, i pannelli scorrevoli del passavivande sono solo parzialmente apribili, poiché una parte di essi, con lo stesso motivo architettonico, copre le canalizzazioni di aerazione dei locali.
È fondamentale notare l'articolazione volumetrica percepibile internamente attraversando ortogonalmente i tre saloni. Questa soluzione progettuale, che varia le altezze dei locali creando movimento all'interno del volume, riflette il concetto di Raumplan, uno degli elementi architettonici chiave nell'architettura di Loos per conformare lo spazio.
La cucina occupa gran parte dell'ala sinistra ed è suddivisa in tre aree: un ampio spazio per la preparazione dei cibi, un office, e una piccola stanza per lavare. L'office, accessibile dal portico esterno, funge da tramite tra la sala da pranzo e la cucina vera e propria. Tra gli arredi più notevoli, la maggior parte dei quali non esiste più, vi erano un lungo piano in acciaio con lavelli che si estendeva lungo il muro, un mobile passavivande con zone calda e fredda e una vetrata superiore apribile sulla cucina, cristalliere e armadi incassati, e un pavimento in vetrocemento che illuminava l'atrio sottostante. Al centro della cucina erano disposti tavoli in marmo e acciaio e un blocco cottura elettrico, mentre lungo le pareti si trovavano attrezzature fisse come lavelli, un grande camino con spiedo, un armadio frigorifero e lo scrittoio del cuoco.
Al medesimo piano, ma nell’ala opposta, si trovavano gli spazi destinati alle camere degli ospiti, che garantivano completa indipendenza grazie ai relativi bagni e disimpegni. Le pareti contigue in legno ospitavano armadi a muro e serramenti. Le stanze, rifacendosi alle esperienze precedenti di de Finetti, erano progettate sulla base dell’unità minima di una camera con bagno, concetto già sviluppato da de Finetti nel suo codice per il T.C.I., Touring Club Italiano, intorno al 1927.Le ultime rampe della scala principale, dall'atrio verso il ponte, conducono al secondo piano, dove la balconata aperta sul salone unisce i due corpi ad L opposti: uno riservato agli ospiti e l’altro alle camere padronali per il Sig. Crespi e la Sig.ra Morbio in Crespi. Le due camere degli ospiti adiacenti alla scala riprendono lo schema delle stanze sottostanti, con un piccolo disimpegno comune, due corridoi separati e una parete con scarpiere in nicchia e bagni. All'esterno, queste camere condividono la loggia del fronte nord-est.
Le camere degli ospiti sono dotate di armadi a muro che decorano intere pareti, includendo stipetti, cabine armadio e altri mobili a scomparsa con sistemi automatici per l’accensione delle luci interne. Una toilette supplementare per le signore, oggi non più esistente, era situata all’incrocio dei bracci della L ed era illuminata dall’alto da un lucernario in vetrocemento, simile a quello che illumina l’atrio d’ingresso dell’appartamento all’ultimo piano della casa della Meridiana.
Le altre camere degli ospiti, situate lungo il muro adiacente al salone, avevano ciascuna il proprio bagno con pochi eleganti elementi d'arredo, ripetuti anche negli altri bagni della villa: armadietti a muro, caloriferi in tubi curvati di acciaio e maniglie delle porte con "cricca a saliscendi con catenaccio e segnalazione di occupato". Gli appartamenti padronali erano infine più ampi e complessi.
L'appartamento della signora Morbio è composto da più stanze disposte in sequenza: un salotto, una camera da letto e un bagno che termina sul fronte nord-ovest. Nel salotto spicca il camino, un chiaro omaggio a Loos, che come nell'appartamento del celebre architetto viennese, è situato in una nicchia accogliente con librerie incassate su entrambi i lati e un soffitto ribassato rivestito in legno. Lo stretto spogliatoio, che ospita anche una cassaforte, si trova tra il salotto e la camera da letto, un elemento ripetuto in vari punti della villa che alterna ampie stanze a piccoli ambienti di servizio contenenti ripostigli, armadi, piani di appoggio a ribalta e pannelli apribili su nicchie nascoste. La struttura a travi di legno a vista sopra la balconata si ripete nella spaziosa camera da letto della signora, dove una lieve rientranza nella parete lunga ospita il letto, posizionato centralmente tra due finestre. Il bagno, pavimentato con grandi lastre di onice dorato, è una stanza lunga terminante con una vasca situata tra due nicchie semicircolari, un'allusione agli antichi ambienti termali, e una parete interamente rivestita di specchi che amplificano lo spazio riflettendo la porta d'accesso al piccolo vano per i sanitari.
Un disimpegno comune separa l'appartamento della signora da quello del signore, composto da una camera da letto, uno spogliatoio e un bagno, caratterizzato da una sobria eleganza ottenuta grazie alla semplicità del design e alla qualità dei materiali. Nella camera da letto, la zona d'ingresso leggermente ribassata è decorata con una boiserie che nasconde piccole nicchie, in continuità con il pavimento e il soffitto in legno a riquadri. Le pareti d'intonaco chiaro sono arricchite da imbotti e cornici in legno di porte e finestre, oltre a pochi arredi tra cui un letto disegnato come un grande guscio di legno e un tavolo tondo in legno e cristallo. Nel lungo bagno, una nicchia dagli angoli stondati ospita la vasca, rivestita con le lastre di onice dorato del pavimento che risalgono come alta zoccolatura anche sulle pareti. Questa ala comprende anche un'ulteriore camera per gli ospiti, una stireria e le camere dei domestici con accesso indipendente dal piano inferiore.

### Facciate
L'accesso carraio alla proprietà, prima delle modifiche apportate con l'istituzione del Parco del Ticino e la conseguente modifica del sistema viabilistico, avveniva attraverso una strada bianca che fiancheggiava le case dei battitori e le strutture tecniche di servizio, arrivando all'ingresso principale della Villa Crespi situato a sud-est della casa. All'esterno, una tessitura continua di mattoni uniforma le superfici murarie, con una serie ordinata di aperture incorniciate dalle sottili linee d'ombra della cornice superiore sporgente, delle fasce marcapiano in serizzo e dei canali di scolo. Nonostante la pacata uniformità, accentuata dai piani orizzontali dei tetti, i due fronti della villa appaiono diversi: il fronte sud-est, più imponente e quasi urbano, corrisponde all'ingresso principale dalla strada carraia e si estende per circa cinquanta metri su tre piani fuori terra, richiamando i palazzi di campagna del Settecento lombardo. Il fronte nord-ovest, invece, è più domestico e privato, affacciandosi sull'esedra che si apre sul camminamento semicircolare. Questo fronte è su due livelli fuori terra e beneficia della scomposizione dei volumi, con il corpo centrale che si proietta verso lo spazio aperto rispetto alle ali arretrate.  Lo sfalsamento dei livelli è ottenuto attraverso adeguati riporti di terreno su entrambi i fronti. Questi movimenti di terra, secondo la metodologia progettuale di de Finetti, non sono solo estetici ma hanno una funzione precisa. Sul fronte anteriore, consentono di collegare gli spazi interni di servizio per la caccia direttamente con l'esterno e garantiscono un accesso coperto agli ospiti nei giorni di pioggia. L'orientamento della villa segue l'asse elio-termico, con le zone di riposo e servizio situate a sud-est, mentre le aree destinate alla vita sociale e alla cucina si trovano a nord-ovest, per sfruttare al meglio la maggiore durata delle giornate estive. La distribuzione degli spazi della villa prevede un corpo centrale a pianta quasi quadrata, affiancato da due ali allungate in posizione avanzata, connesse tra loro da un portico colonnato che sostiene un loggiato al livello del piano terra.
Il ponte, ancorato al volume stereometrico e al terreno antistante, permette di raggiungere il giardino dal primo piano, dove si trovano le sale, come in una maison de plaisance, mentre funge da copertura per l'ingresso principale al piano terra, il piano della caccia. Questo elemento classico che segna l'ingresso si contrappone a un altro, estraneo allo schema tipico di facciata, che risulta così sbilanciata verso destra: al posto di una scalinata centrale che conduce al piano nobile, c'è un ponte in legno (oggi ricostruito). Questo ponte, come altri elementi, contribuisce a rendere la composizione dinamica, rompendo la simmetria e favorendo una fruizione asimmetrica. Ancora derivato dalla tradizione classica, il basamento della villa costituisce una base artificiale su cui poggiano il piano nobile e il piano superiore, assorbendo il dislivello di un piano tra la facciata sud-est e quella nord-ovest.
Questo elemento, oltre a richiamare direttamente la villa romana classica, collega il lavoro di de Finetti per Villa Crespi a quello di F.L. Wright per la Robie House, caratterizzata da un analogo elemento architettonico. Le facciate sono scandite regolarmente da aperture di diverse dimensioni, montate in asse tra loro e alternate da lesene appena accennate. I prospetti, interpretati con maestria dall'architettura rurale, sono rivestiti da mattoni a vista intervallati da elementi lapidei orizzontali posti come marcapiano e cornicione, disposti su tutti i lati della villa. Sul prospetto principale, il cornicione in pietra di serizzo sporge rispetto alla linea di facciata e presenta una forma curvilinea.
La facciata sud-est esprime una tripartizione spaziale arretrando la parte centrale rispetto ai corpi laterali, evidenziata da un ordine gigante che unifica il doppio sistema di aperture del portico e della loggia superiore. Questo elemento classico che rappresenta l'ingresso si contrappone a un altro, estraneo al tipico schema di facciata, risultando così sbilanciata: al posto della scalinata centrale che conduce al piano nobile, Villa Crespi presenta un ponte ligneo che collega il serraggio verso il Ticino con il piano delle sale. Questo ponte, come altri elementi, contribuisce a rendere dinamica la composizione, rompendo la simmetria del prospetto. Sempre nella zona del portico tripartito si trova un affresco di Gianfilippo Usellini, raffigurante scene di caccia.
La pittura murale realizzata per Villa Crespi, probabilmente anch'essa tempera a cera, è firmata e datata “F. Usellini 1941”. Questa opera è situata sotto un portico adiacente alle cucine e aperto verso la terrazza, visibile anche dall'esterno. Per coerenza con il tema della villa, raffigura scene di caccia e pesca, soggetti ricorrenti nella produzione di Usellini. Esempi precedenti di questi temi includono "Paesaggio di caccia e di pesca" (1938) e il dittico "Paesaggio di caccia" e "Paesaggio di pesca" (1939), che anticipano i motivi dell'affresco. Il murale si sviluppa su tre lati, con due lati brevi e uno lungo, quest'ultimo interrotto da una porta e una finestra, elementi previsti nel bozzetto originale del 16 marzo 1941, conservato in una collezione privata milanese. Questo bozzetto, una raffinata tempera su cartone pieghevole, ricrea una maquette tridimensionale dello spazio del portico, ma purtroppo è ora mutilata e privata del suo significato originale.
L'opera presenta un ordine classico e una composizione simmetrica, con una tripartizione delle scene sulle pareti e una suddivisione interna dei piani prospettici evidente fin dal bozzetto: un primo piano dedicato alla realtà con le figure protagoniste, un secondo piano al sogno e un terzo piano allo sfondo mitico. La finestra centrale della parete lunga funge da diaframma all'interno della scena (un unico paesaggio agreste di sfondo), modificando il soggetto. Il fulcro della composizione è la parete lunga, che raffigura "Il sogno del cavaliere" e "Il sogno del cacciatore". Sul lato breve destro si trova "Il sogno del pescatore", con uno sfondo variato, mentre sul lato breve opposto c'è una scena all'antica: un cane nella sua cuccia che guarda sognante un volo di anatre, suggerendo il titolo "Il sogno del cane". Ne "Il sogno del cavaliere" è ritratto Vittorio Crespi, seduto a cavalcioni di una sedia da giardino in elegante tenuta da equitazione. Con la sella a terra, il cavaliere guarda verso il cielo dove un Pegaso bianco volante segue una nuvola, attirando lo sguardo incredulo dei cavalli veri dietro una balaustra di legno, leggera separazione tra realtà e sogno. Colpisce la ricchezza dei dettagli: animali nascosti nella vegetazione come una volpe, uno scoiattolo, uccelli e un cane da caccia accucciato, la scena di caccia sullo sfondo con cavalieri al galoppo e un piccolo castello in cima a una collina.
Tutti questi elementi richiamano un'ispirazione quattrocentesca, traendo spunto dalle opere di Pisanello come la "Visione di sant'Eustachio", gli affreschi lombardi del Gotico Internazionale, e i taccuini di animali di Giovannino de' Grassi e Michelino da Besozzo. Inoltre, si nota l'influenza della narrazione delicata di Carpaccio, un autore molto amato da Usellini. Questi riferimenti sono reinterpretati con un linguaggio moderno, in una simbiosi tra antico e contemporaneo, sogno, mito e storia. Nella visione nostalgica di un mondo innocente e perduto, predominano le tonalità ocra e rosse di un tramonto lontano, contrastate dai verdi misteriosi delle piante in primo piano e dai blu profondi del cielo. L'iconografia del Pegaso volante, che genera incredulità e scompiglio tra i cavalli reali, è un simbolo ricorrente nei dipinti di Usellini a partire dal 1934, incluso nell'opera "Cattura di Pegaso" dove il cavallo alato bianco viene catturato da un biplano. Questo simbolo rappresenta la nostalgia di un anelito libertario e di una connessione ideale con l'antico, un tema che Usellini approfondirà ulteriormente nella successiva opera "La scuderia" (1951), realizzata ancora per Vittorio Crespi. In un'intervista di qualche anno prima, l'artista affermava che il fatto pittorico puro è significativo solo se "posto sullo stesso piano degli altri fattori fondamentali della pittura, come ad esempio il racconto o l'espressione”. Nel "Il sogno del cacciatore", sulla stessa parete, una figura di cacciatore baffuto, dolcemente addormentato con il fucile in mano e i cani da caccia ai piedi, ricorda il paggio dormiente di Piero della Francesca nel "Sogno di Costantino" o il soldato appoggiato alla lancia nella "Resurrezione" di Borgo San Sepolcro. Il cacciatore sogna una Diana cacciatrice che emerge da dietro una siepe con arco e frecce, mentre alle sue spalle un albero rigoglioso ospita selvaggina, conigli e anatre, un fagiano, una quaglia e molte altre specie di uccelli, come in un'illustrazione enciclopedica. Anche la prateria sullo sfondo si arricchisce di nuovi dettagli: nostalgici centauri inseguono cervi "micheliniani" nascosti nel prato, mentre alberelli sui profili dei declivi si stagliano contro il tramonto.

## Nei media
Nel 1942 l’opera fu presentata su Architettura- rassegna di architettura , rivista del sindacato nazionale architetti fascisti, che dedicava alla villa sia la copertina che un breve articolo ricco di riferimenti iconografici.
Venne utilizzata come location per diversi film tra cui “Svitati” del 1999. 
Nel 2016 un articolo di giornale dell’informatore riprende le parole di Vittorio Sgarbi sull’opera di de Finetti “è una casa filosofica, essenziale, concepita per resistere e vincere il tempo”.